# Hayes and Harlington (circonscription britannique)
Circonscription parlementaire de la Chambre des communes
La circonscription d'Hayes et Harlington est une circonscription électorale anglaise située dans le Grand Londres et représentée à la Chambre des communes du Parlement britannique.

## Géographie
La circonscription comprend :
- Le sud-ouest du Borough londonien de Hillingdon
- Les quartiers de Cranford (ouest), Harlington, Harmondsworth, Hayes, Sipson, West Drayton et Yeading

## Députés
Les Members of Parliament (MPs) de la circonscription sont :
| Législature                            | Années        | Député             | Député         | Parti            |
| -------------------------------------- | ------------- | ------------------ | -------------- | ---------------- |
| Hayes and Harlington issue de Southall |               |                    |                |                  |
| 39e                                    | 1950–1951     |                    | Walter Ayles   | Travailliste     |
| 40e                                    | 1951–1953     |                    | Walter Ayles   | Travailliste     |
| 40e                                    | 1953-1955     | Arthur Skeffington |                | Travailliste     |
| 41e                                    | 1955–1959     | Arthur Skeffington |                | Travailliste     |
| 42e                                    | 1959–1960     | Arthur Skeffington |                | Travailliste     |
| 43e                                    | 1964–1966     | Arthur Skeffington |                | Travailliste     |
| 44e                                    | 1966–1970     | Arthur Skeffington |                | Travailliste     |
| 45e                                    | 1970–1971     | Arthur Skeffington |                | Travailliste     |
| 45e                                    | 1971-1974     | Neville Sandelson  |                | Travailliste     |
| 46e                                    | 1974–1974     | Neville Sandelson  |                | Travailliste     |
| 47e                                    | 1974–1979     | Neville Sandelson  |                | Travailliste     |
| 48e                                    | 1979–1981     | Neville Sandelson  |                | Travailliste     |
| 48e                                    | 1981-1983     | Neville Sandelson  |                | Social-démocrate |
| 49e                                    | 1983–1987     |                    | Terry Dicks    | Conservateur     |
| 50e                                    | 1987–1988     |                    | Terry Dicks    | Conservateur     |
| 51e                                    | 1992–1997     |                    | Terry Dicks    | Conservateur     |
| 52e                                    | 1997–2001     |                    | John McDonnell | Travailliste     |
| 53e                                    | 2001–2005     |                    | John McDonnell | Travailliste     |
| 54e                                    | 2005–2010     |                    | John McDonnell | Travailliste     |
| 55e                                    | 2010–2015     |                    | John McDonnell | Travailliste     |
| 56e                                    | 2015–2017     |                    | John McDonnell | Travailliste     |
| 57e                                    | 2017–2019     |                    | John McDonnell | Travailliste     |
| 58e                                    | 2019–2024     |                    | John McDonnell | Travailliste     |
| 59e                                    | 2024–en cours |                    | John McDonnell | Travailliste     |

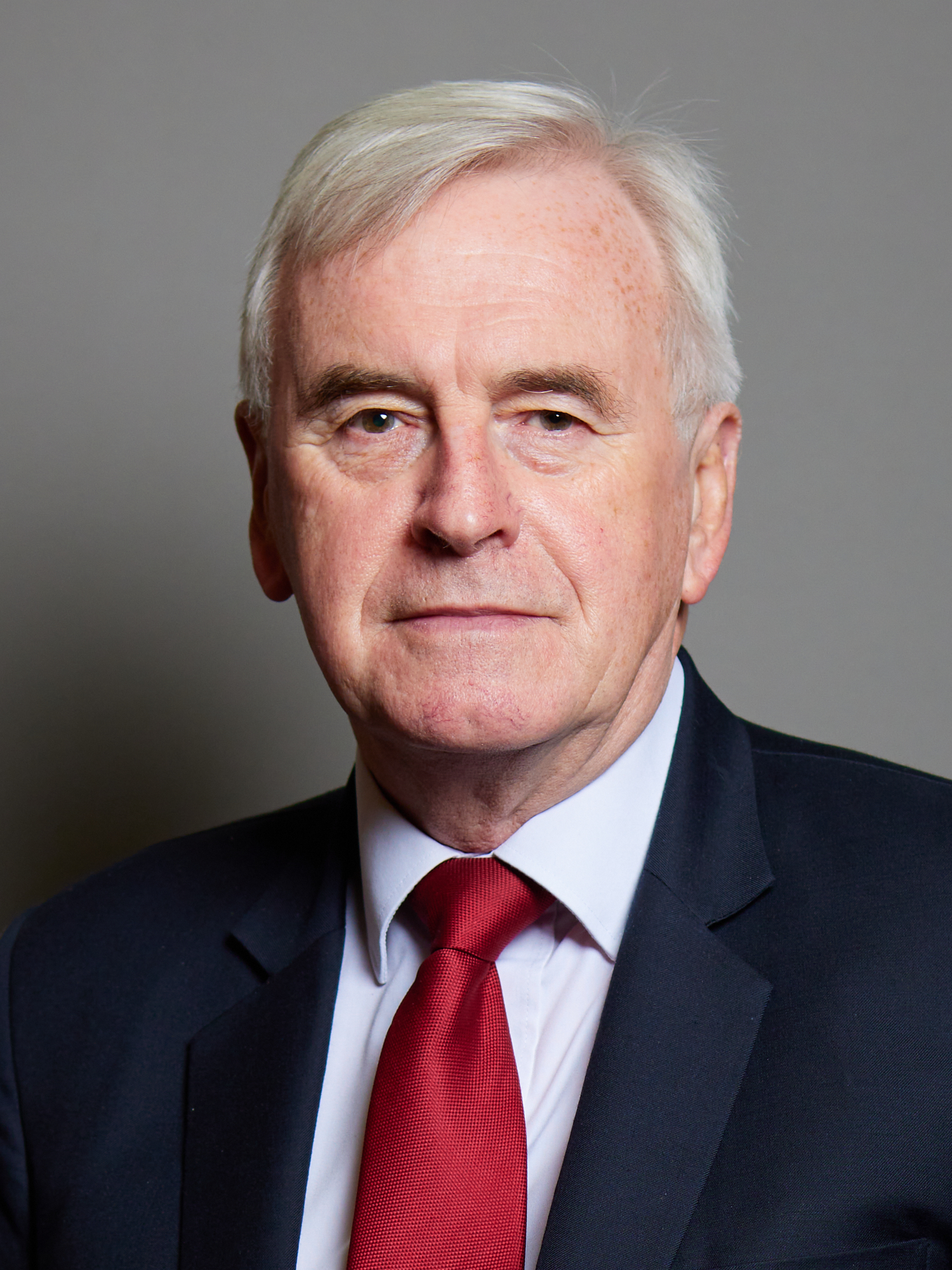
John McDonnell (1997-en cours)